# انتارك (أمجز)
انتارك (بالفارسية: انتارک) هي قرية تقع في إيران في قسم أمجز الريفي. يقدر عدد سكانها بـ 83 نسمة بحسب إحصاء 2016.